# Br-18 305mm榴弾砲
Br-18 305mm榴弾砲（M1939）（ロシア語：305-мм гаубица образца 1939 года(Бр-18)）は、チェコ・シュコダ社で製造されたソビエト連邦の曲射榴弾砲である。

## 概要
1939年3月のナチス・ドイツによるチェコスロバキア占領後、シュコダ社もドイツに引き継がれ、その後モロトフ・リッベントロップ協定を経て、ソビエト連邦に技術ごと引き渡されたとされるが、ドイツ側に資料が残っていない。
Br-17 210mmカノン砲と同様の制御構造をしており、独ソ戦の際にレニングラード攻防戦で使用され、現在サンクトペテルブルク砲兵博物館に保存されている。

## 参考
- Шунков В. Н. Оружие Красной Армии. — Мн.: Харвест, 1999. — 544 с ISBN 985-433-469-4
- Курская битва
- Резерв главного командования